# Estación Maripérez

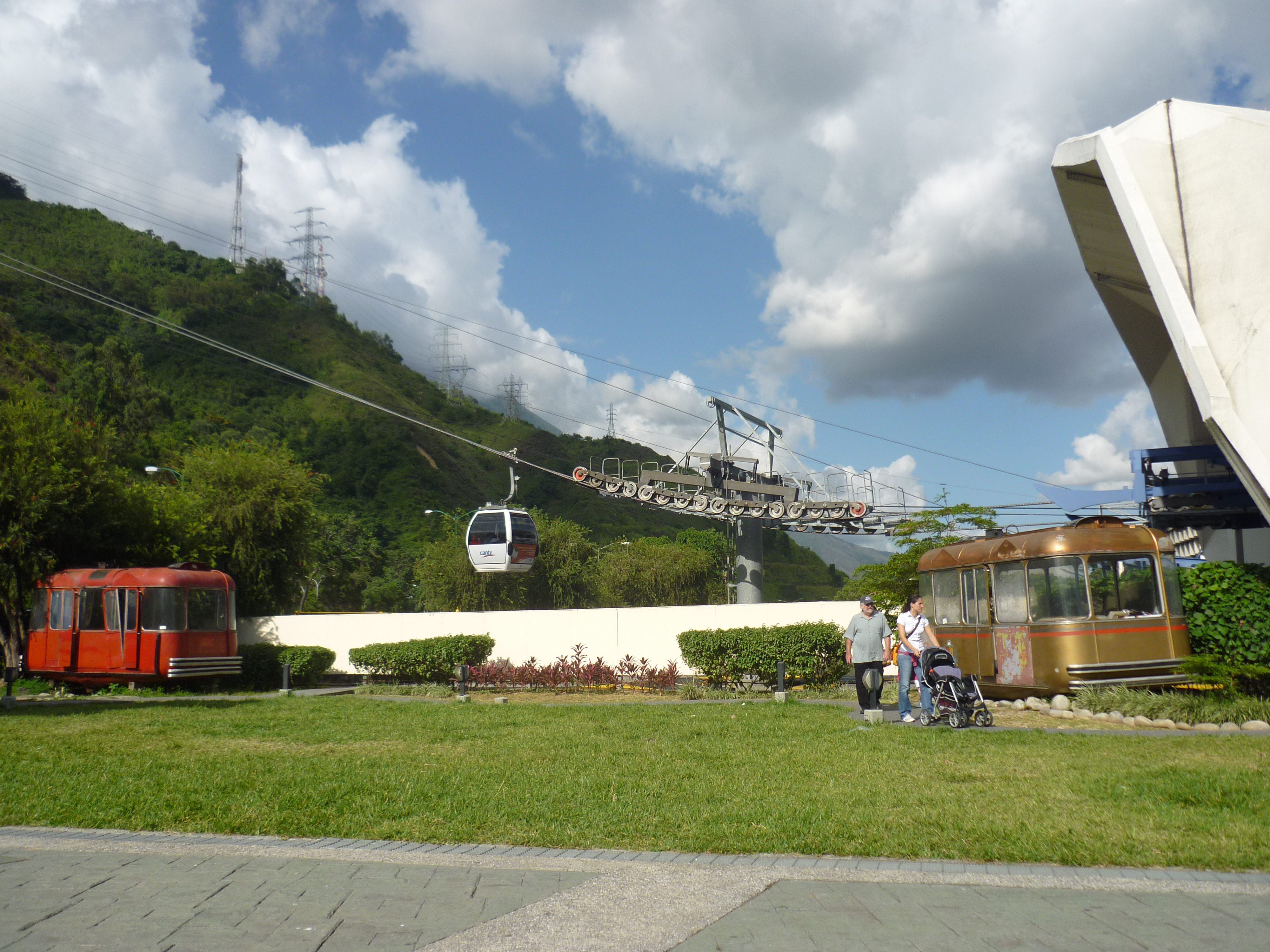
Vista de la estación con Vagones antiguos

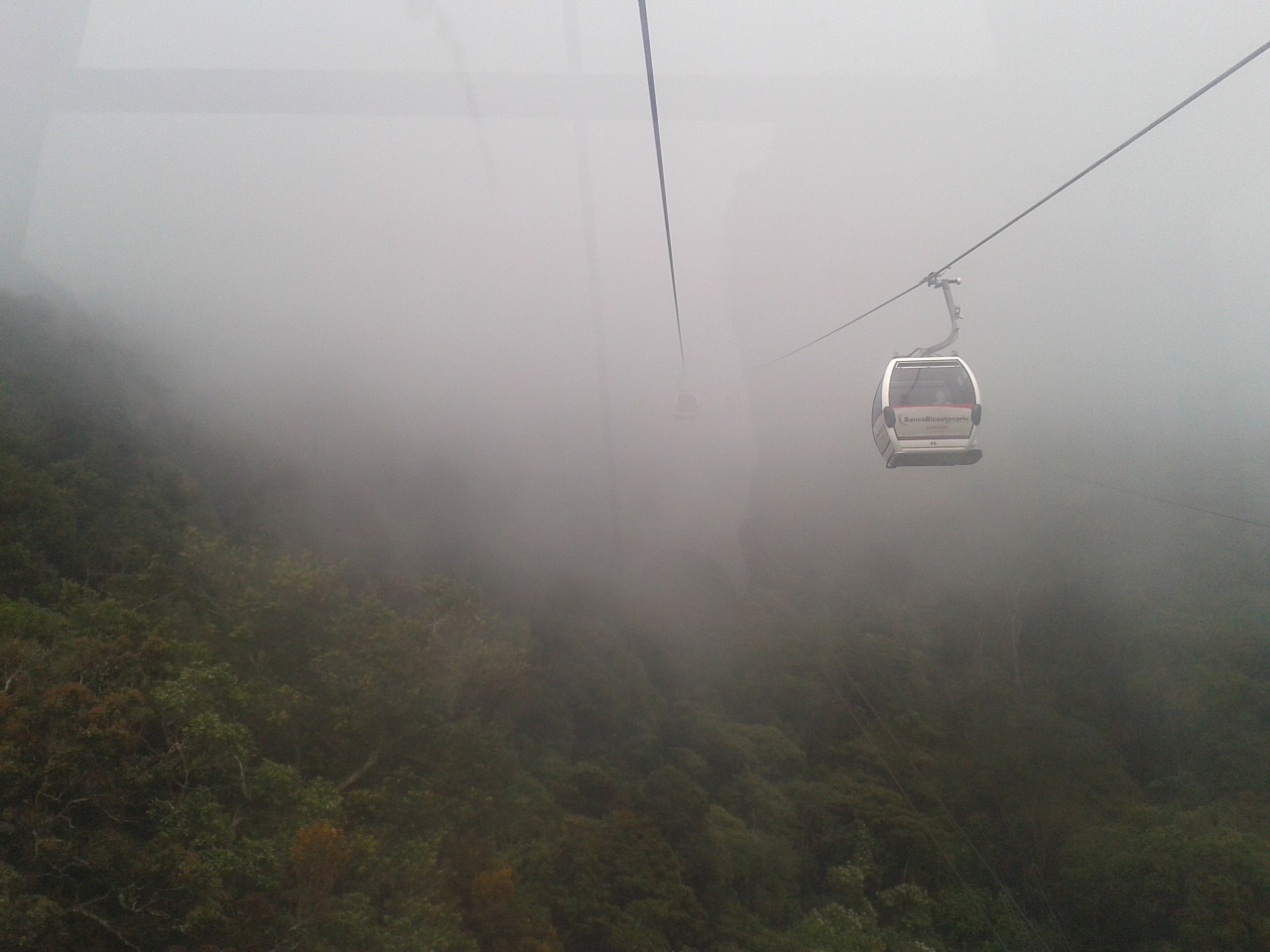
Vista desde la estación en un día nublado

Estación Maripérez, o Estación Waraira (desde 2007) también estación terminal de Maripérez es el nombre que recibe la primera de las 5 estaciones originales del Teleférico turístico de Caracas, llamado también Warairarepano y antes Ávila Mágica.  Está ubicada en el Municipio Libertador al oeste del Distrito Metropolitano de Caracas y al centro norte del país sudamericano de Venezuela. Debe su nombre al sector capitalino donde está ubicada Maripérez. 

## Descripción
Se localiza en la Avenida Principal de Maripérez frente a la Avenida Boyacá (o Cota Mil como también es llamada) y conecta con la estación Ávila. Fue inaugurada en la década de 1950 como parte del sistema origional creado en el gobierno de Marcos Pérez Jiménez. Estuvo en servicio hasta finales de la década de 1970 cuando cayo en desuso, si bien hubo un intento de reabrirla en 1986, pero por muy poco tiempo. Fue reabierta en el 2000 como parte del sistema Ávila Mágica que solo poseía 2 estaciones operativas.
Las torres e instalaciones antiguas fueron demolidas y reconstruidas para poder reinaugurar el sistema. En la estación esta una rueda motriz de retorno, de 5,5 m de diámetro, En caso de emergencia posee su propia plante eléctrica, y un motor auxiliar diésel. Su diseño original es obra del arquitecto Alejandro Pietri.